# Пермеке, Констант
Констант Пермеке (нидерл. Constant Permeke, 31 июля 1886, Антверпен — 4 января 1952) — один из крупнейших бельгийских художников, экспрессионист. Известен также как скульптор.
Отец художника, Анри Луи Пермеке, был художником-пейзажистом. С 1892 года семья жила в Остенде, где он в 1897 году стал хранителем городского музея изящных искусств. Констант Пермеке посещал с 1903 по 1906 год художественную академию в Брюгге, затем в 1906 году был призван на военную службу, которую проходил в Генте. Там он также записался в академию и познакомился с такими видными в будущем художниками, как Фриц ван ден Берге и Густав де Смет. При гентской академии сложился круг молодых художников, которые под влиянием живописца Эмиля Клауса основали художественную колонию в Синт-Мартенс-Латем, недалеко от Гента. В марте 1908 года срок службы Пермеке закончился, и он вернулся в Остенде. Вместе с Гюставом де Сметом они сняли номер в гостинице на улице Kaaistraat. В результате контакта с повседневной жизнью рыбаков живопись Пермеке эволюционировала от богатства цветов, которое характерно для его ранних работ под влиянием Эмиля Клауса, к композициям в тёмных коричневых и чёрных тонах, которые характерны для всего творчества зрелого Пермеке.

Золотой пейзаж (1945), Королевский музей изящных искусств, Брюссель

Весной 1909 года Пермеке снова отправился в латемскую художественную колонию, но почувствовал, что его работы слишком далеко отстоят от работ других художников, за единственным исключением Альберта Серваеса. Серваес, с которым Пермеке был знаком ещё по гентской академии, был ярким представителем экспрессионизма, первым в Бельгии.
27 июня 1912 года Констант Пермеке женился на Марии Делаэре и поселился с ней в рыбацком районе Vuurtorenwijk в Остенде. В это время окончательно формируются черты его художественного стиля: нечёткие очертания фигур в тёмных тонах.
В 1914 году после начала Первой мировой войны Пермеке был призван в армию и отправлен на защиту Антверпена. Он был тяжело ранен около Дюффела и отправлен в Великобританию на лечение. Его жена и мать также приехали в Великобританию, и Пермеке поселился в Фолкестоуне, графство Кент, где родился его первый сын Джон. В марте 1916 года семья переехала в Чардсток, графство Девоншир. Постепенно Пермеке восстанавливался от ранения, хотя всё ещё ходил на костылях, и возобновил занятия живописью. В 1919 году семья, в которой было уже трое детей, вернулась в Остенде.

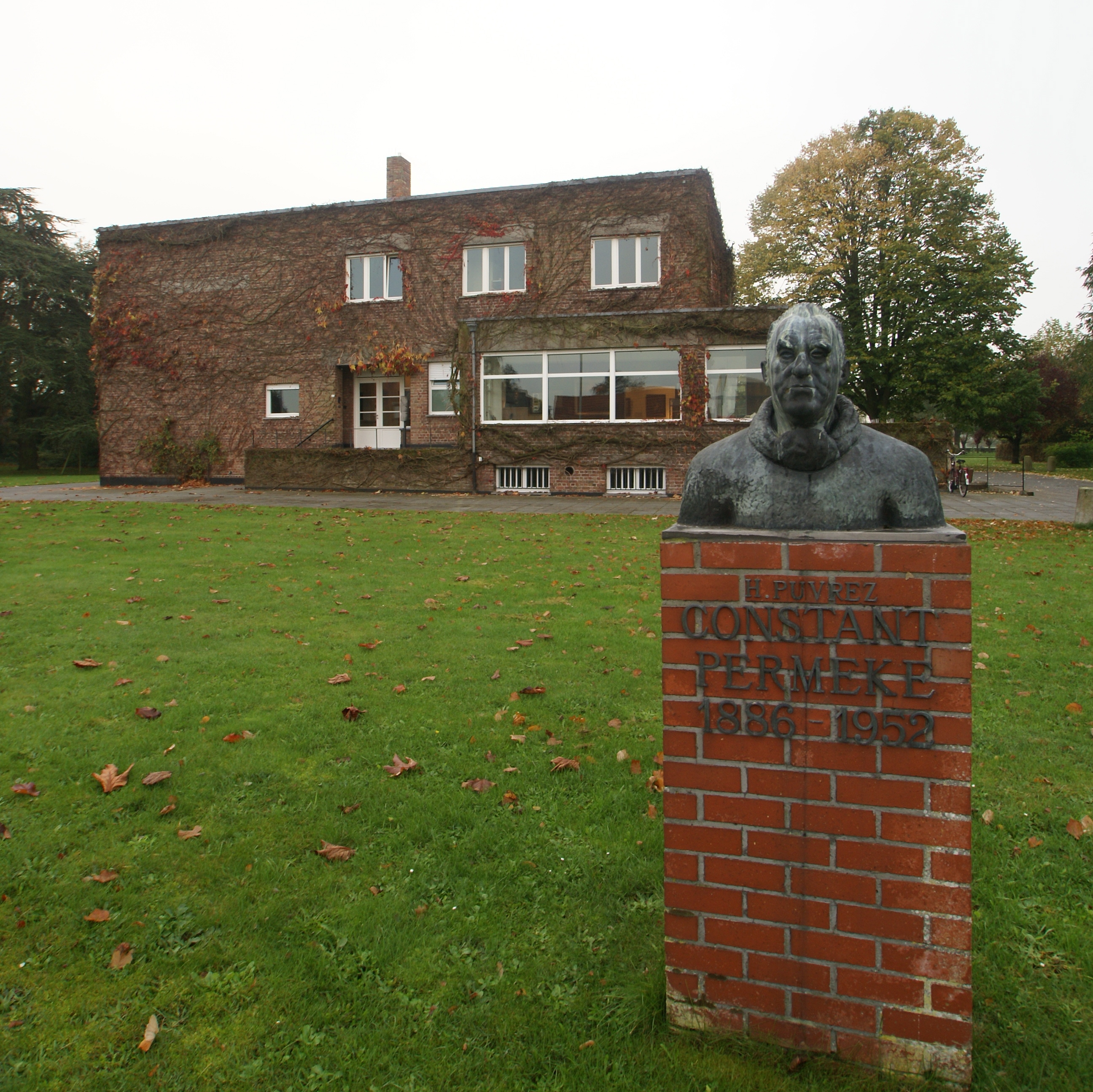
Дом Пермеке «De Vier Winden» в Яббеке, ныне музей

Реальный успех к Константу Пермеке пришёл в 1921 году, когда в двух галереях, в Брюсселе и в Париже, прошли его выставки, что было замечено критикой. В 1926 году он недолго находился в швейцарском Веве, где экспериментировал с горными пейзажами. В 1930 году он купил дом «De Vier Winden» («Четыре ветра») в Яббеке, где жил до своей смерти. В этом доме сейчас находится музей художника. Дом находится вдали от берега моря, и это привело к смене сюжетов в произведениях художника: на место рыбаков и моря пришли крестьяне. 1930-е годы были наиболее продуктивным периодом в творчестве Пермеке, в эти же годы он создал лучшие свои произведения. В 1934 году к художнику пришло международное призвание, когда он принял участие в венецианском биеннале. В 1937 году он впервые попробовал свои силы как скульптор.
В году немецкой оккупации (1900—1944) искусство Пермеке было сочтено «дегенеративным», его сын был арестован и вывезен в Германию (вернулся в 1946 году), а сам он вынужден был переселиться в Брюссель. После войны, в декабре 1945 года, он был назначен директором Королевской академии художеств в Антверпене (преемник Исидора Опсомера), но через год ушёл в отставку. В 1947—1948 годах прошла большая ретроспективная выставка Пермеке в Париже.
3 мая 1948 года умерла жена художника. Весной 1951 года по приглашению Мориса де Вламинка Пермеке совершил десятидневное путешествие в Бретань. После этого его здоровье ухудшилось, и с ноября того же года он вынужден был оставаться в постели. Констант Пермеке умер 4 января 1952 года в больнице в Остенде. На его могилу была установлена скульптура известного скульптора Жоржа Минне, члена латемской колонии, умершего в 1941 году.
Именем Константа Пермеке названы улицы в нескольких городах Бельгии, в том числе Брюсселе, Антверпене и Остенде. В его честь трижды (1957, 1961, 1993) выпускались почтовые марки. Он был изображён на последней (перед введением евро) банкноте в 1 000 бельгийских франков.

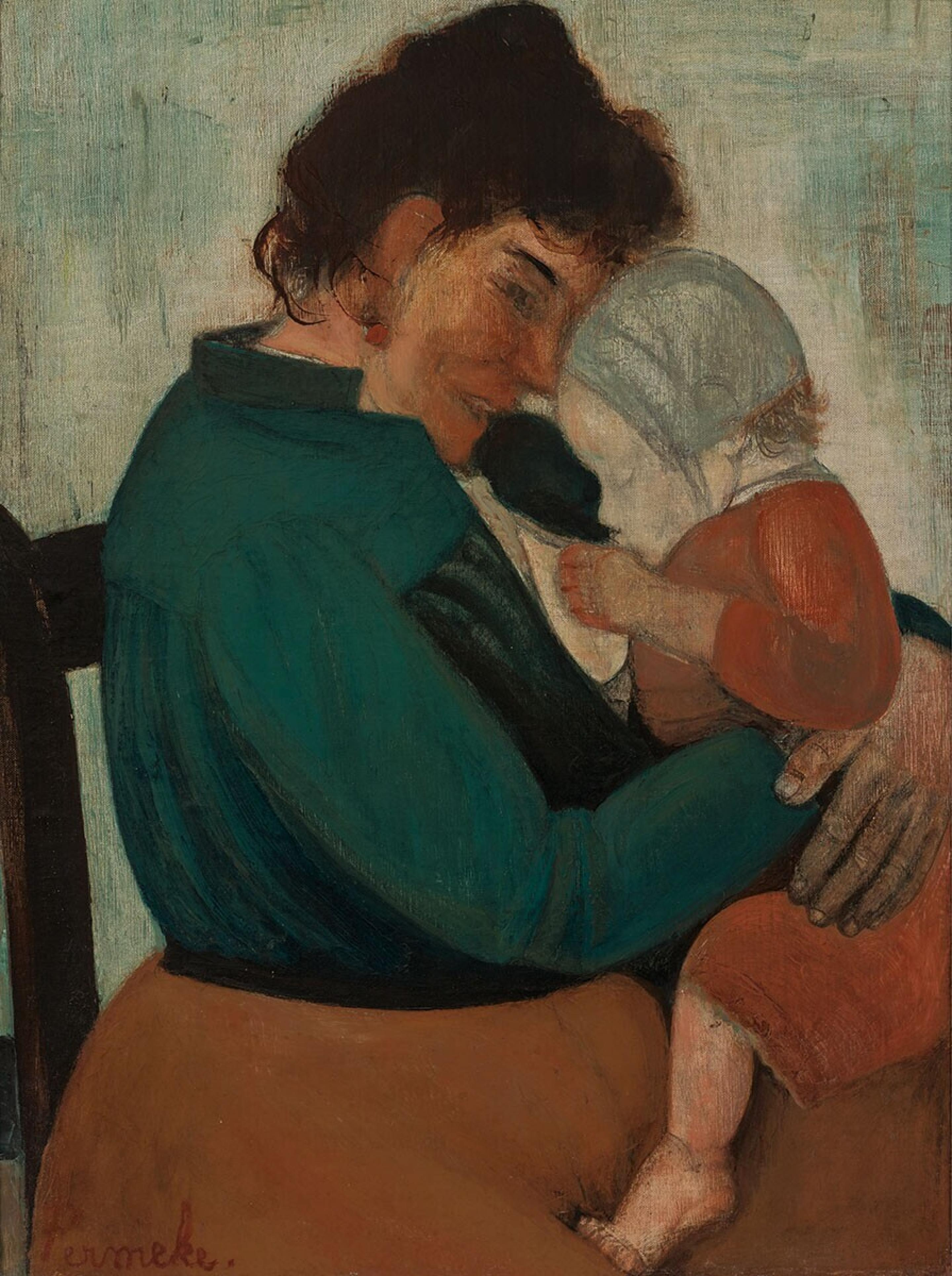
Moederschap (vrouw uit Oostende) (1913)
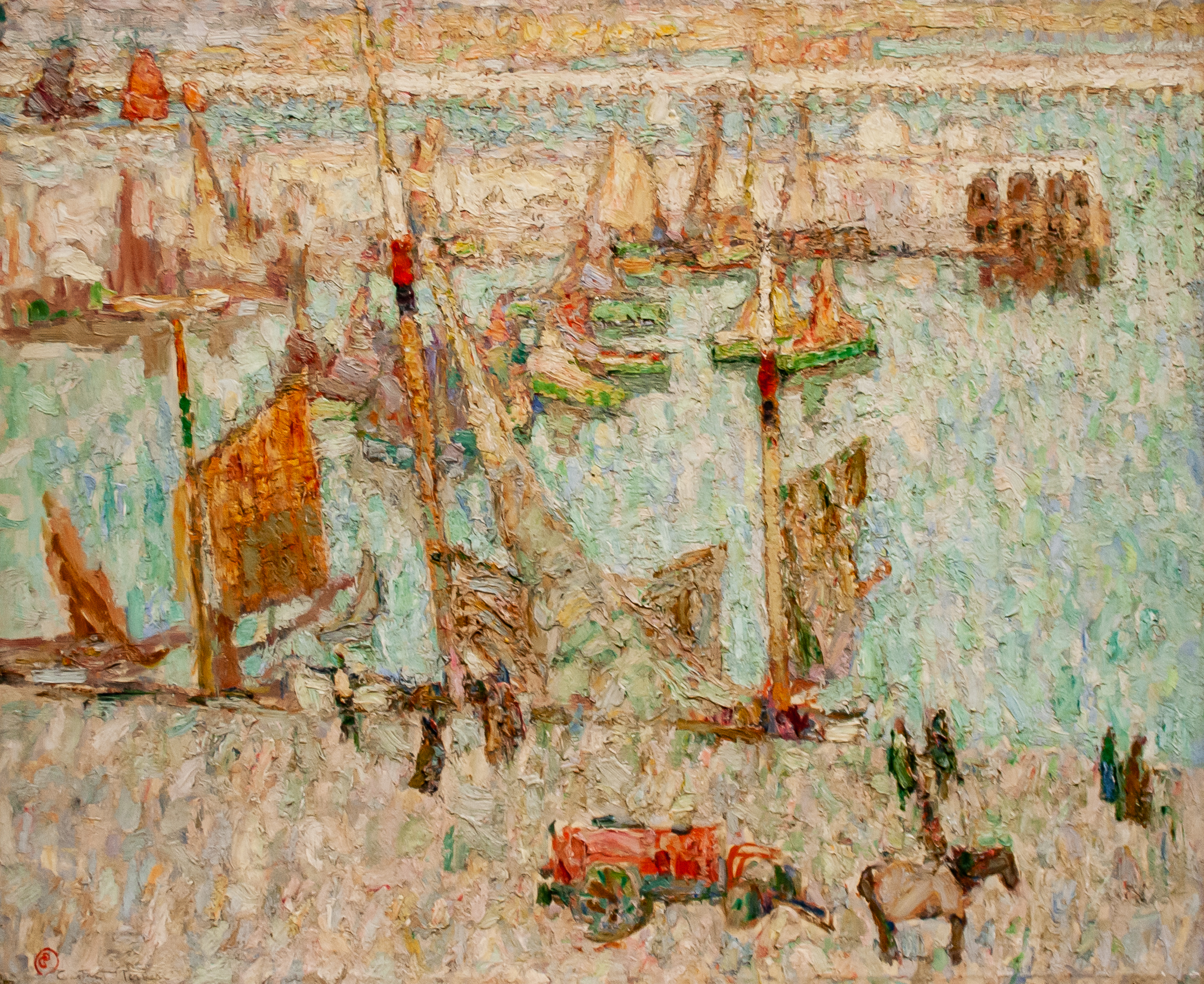
De haven van Oostende
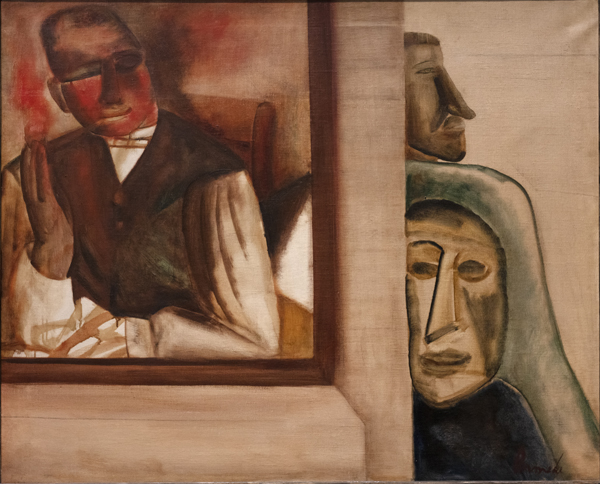
De roker (c.1927)
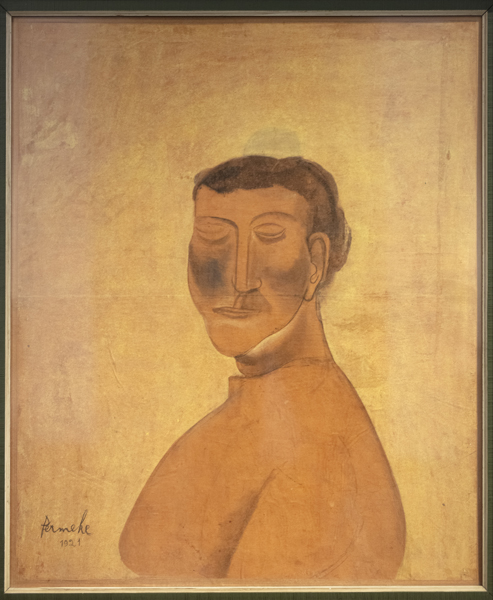
Vissersvrouw (1921)
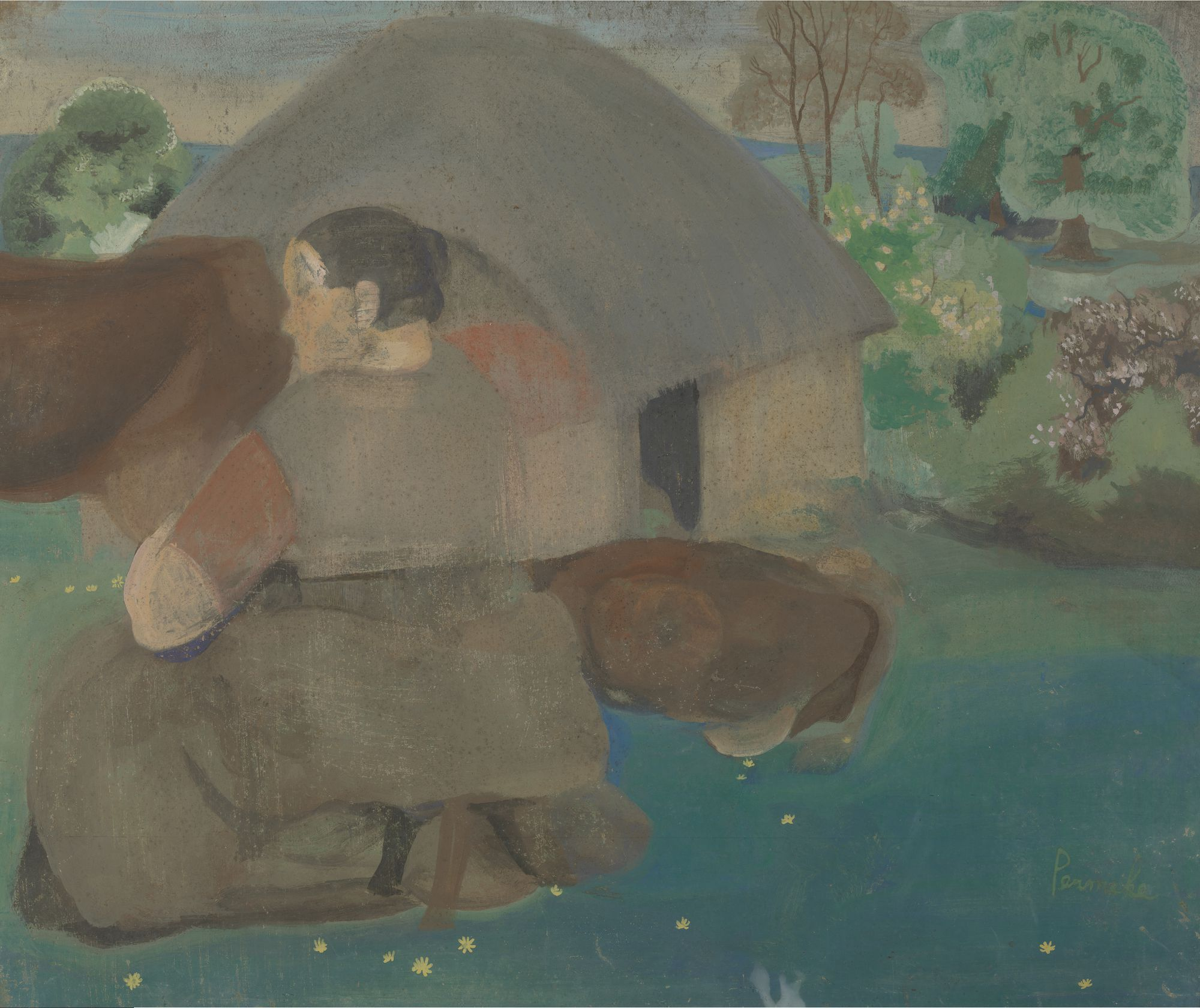
Ode aan Vlaanderen
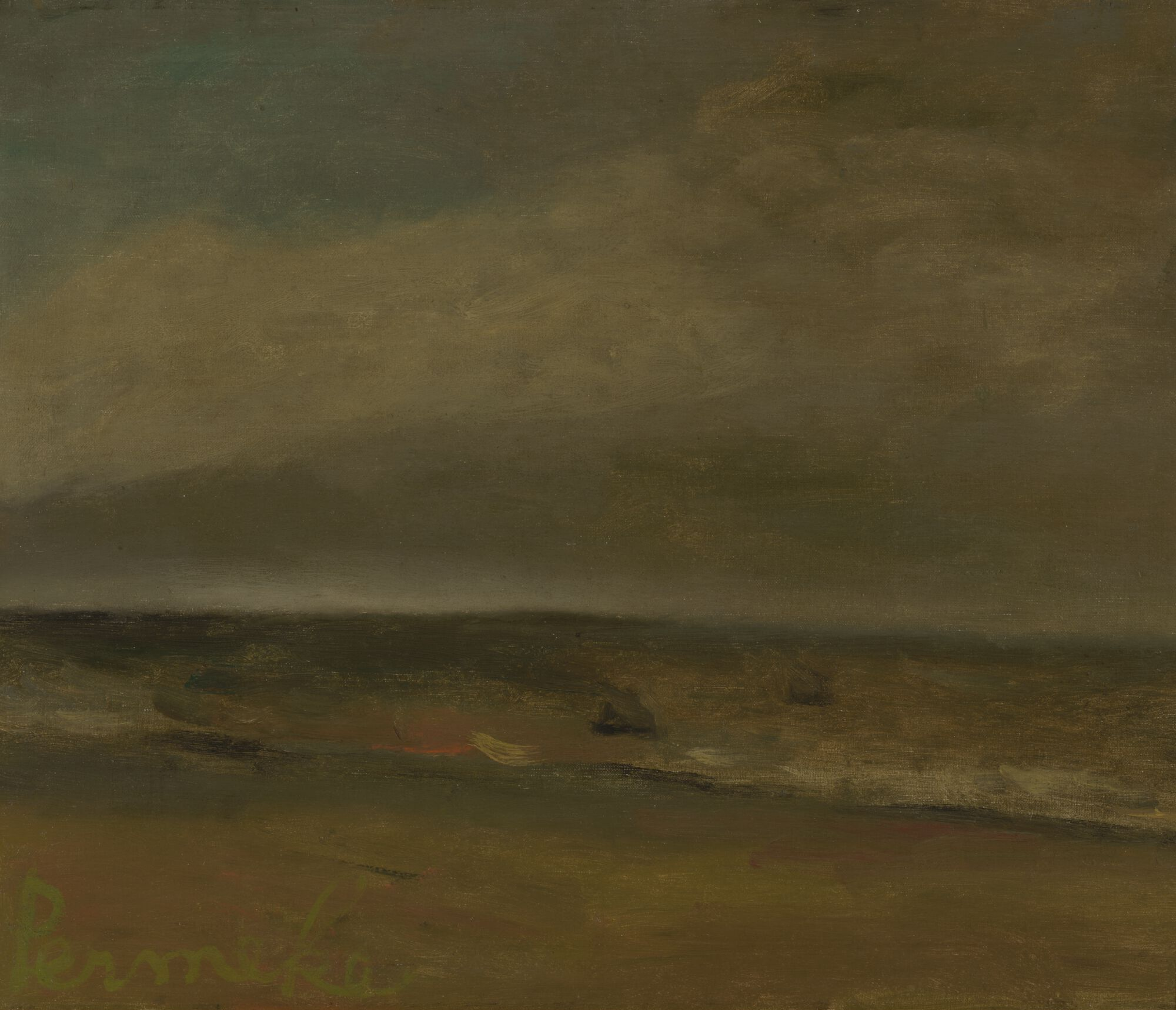
Zeegezicht
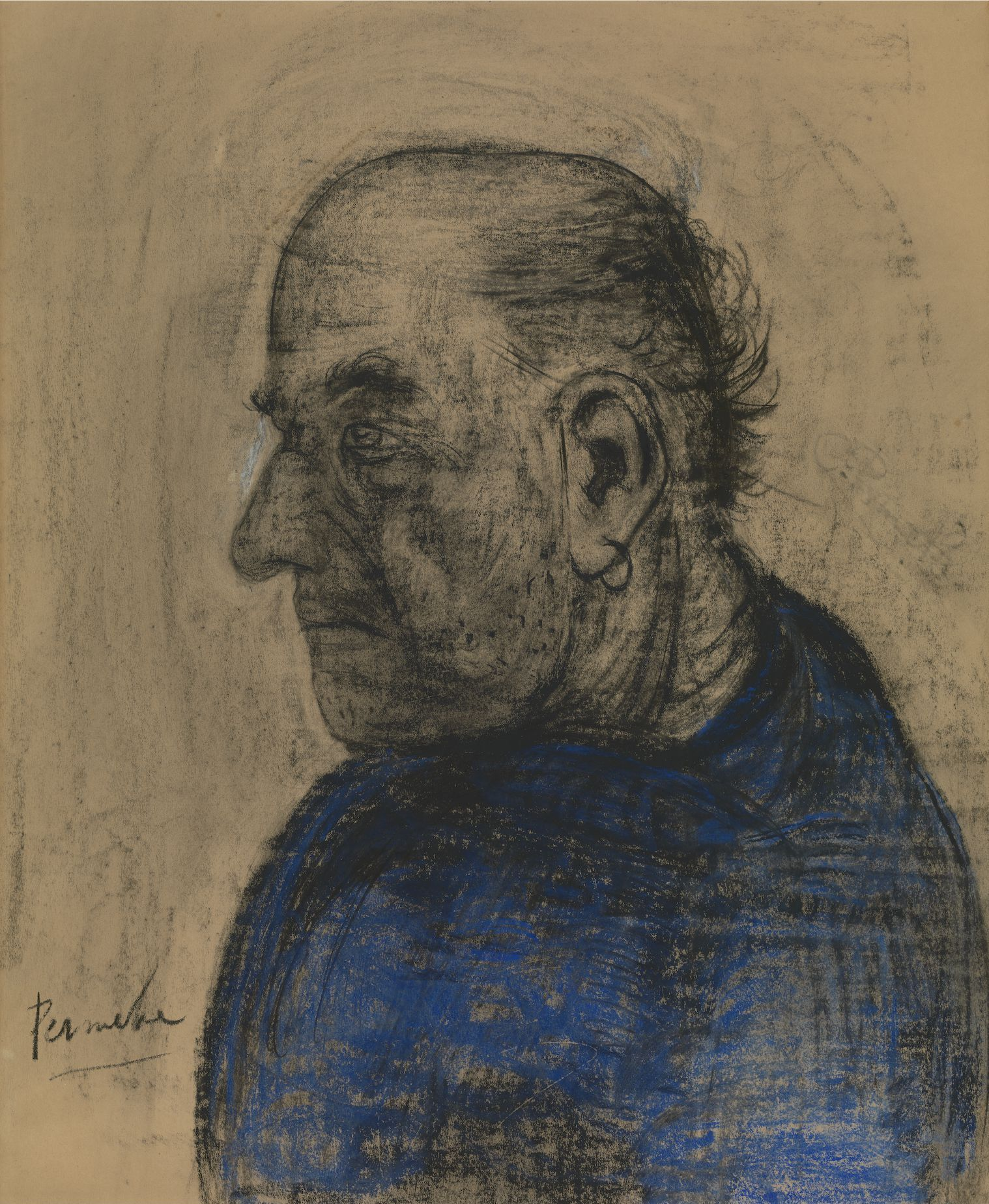
Oostendse visser